# 테리 세르피코

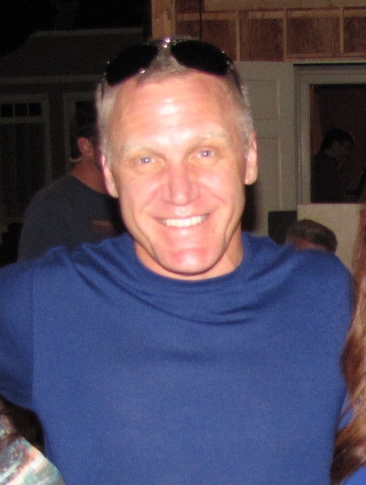

테리 서피코(Terry Serpico, 1964년 6월 27일 ~ )는 미국의 배우, 스턴트 배우이다.
로턴에서 태어났다.

## 출연 작품
- 다크 케이브 (2019년)
- 더퍼지: 심판의날 (2016년)
- 제5침공 (2016년) - 허치필드 역
- 초 민망한 능력자들 (2009년) - 크롬 - 필 드라이버 역
- 더 뉴 투웬티 (2008년)
- 의로운 살인 (2008년)
- 마이클 클레이튼 (2007년)
- 디파티드 (2006년)
- 인터프리터 (2005년)
- 한니발 (2001년)
- 프리퀀시 (2000년)
- 라버 앤 러버 (1999년)
- 캅 랜드 (1997년)
- 도니 브래스코 (1997년) - 스트립 클럽 사장 역
- 피스메이커 (1997년)
- 사이버 벤전스 (1995년)

### 텔레비전
- 로앤오더: 범죄 전담반 (2000)
- 로앤오더: 성범죄 전담반 (2000)
- 로앤오더: 뉴욕 특수수사대 (2001)
- 레스큐 미 (2005)
- 아미 와이브즈 (2007) - 프랭크 셔우드 역
- 스타 트렉: 디스커버리 (2019)